# Phyllanthus robustus
Phyllanthus robustus är en emblikaväxtart som beskrevs av Carl Friedrich Philipp von Martius och Luigi Aloysius Colla. Phyllanthus robustus ingår i släktet Phyllanthus och familjen emblikaväxter. Inga underarter finns listade i Catalogue of Life.